# Computertaal
Computertaal is een verzamelnaam voor alle kunstmatige talen die door mensen wordt gebruikt in de omgang met computers. Het gaat hier om een informele term, die geen onderdeel is van het spraakgebruik van computerspecialisten. Zij hebben echter wel vaktermen voor bepaalde soorten computertalen:
- Een programmeertaal specificeert computerprogrammatuur in door de computer uitvoerbare vorm.
- Een modelleertaal of een specificatietaal of declaratieve taal is bedoeld voor het beschrijven van producten of processen in de vorm van een formeel taalkundig model (zie ook:formele taal).
- Een markeertaal voorziet tekst in een document, meestal in natuurlijke taal, van aanwijzingen ten behoeve van de lay-out en de softwarematige bewerking.

Andere criteria voor indeling zijn bijvoorbeeld:
- tekstueel van aard of visueel,
- procedureel (imperatief) of declaratief,
- implementatiespecifiek of platformonafhankelijk,
- formeel gedefinieerd, vastgelegd in een standaard, of vastgelegd door een implementatie,
- toepassingsspecifiek of algemeen.

Grenzen tussen deze categorieën zijn niet duidelijk te trekken; er is eerder sprake van landschappen van mogelijke kenmerken, waar elke taal ergens in geplaatst kan worden.
Er bestaan tienduizenden computertalen, waarvan de meeste overigens niet meer gebruikt worden. De meeste talen maken een evolutie door, waarbij verschillende versies ontstaan die soms sterk kunnen verschillen. Ook zijn vrijwel altijd andere talen als voorgangers en opvolgers aan te wijzen.